# João Urbano

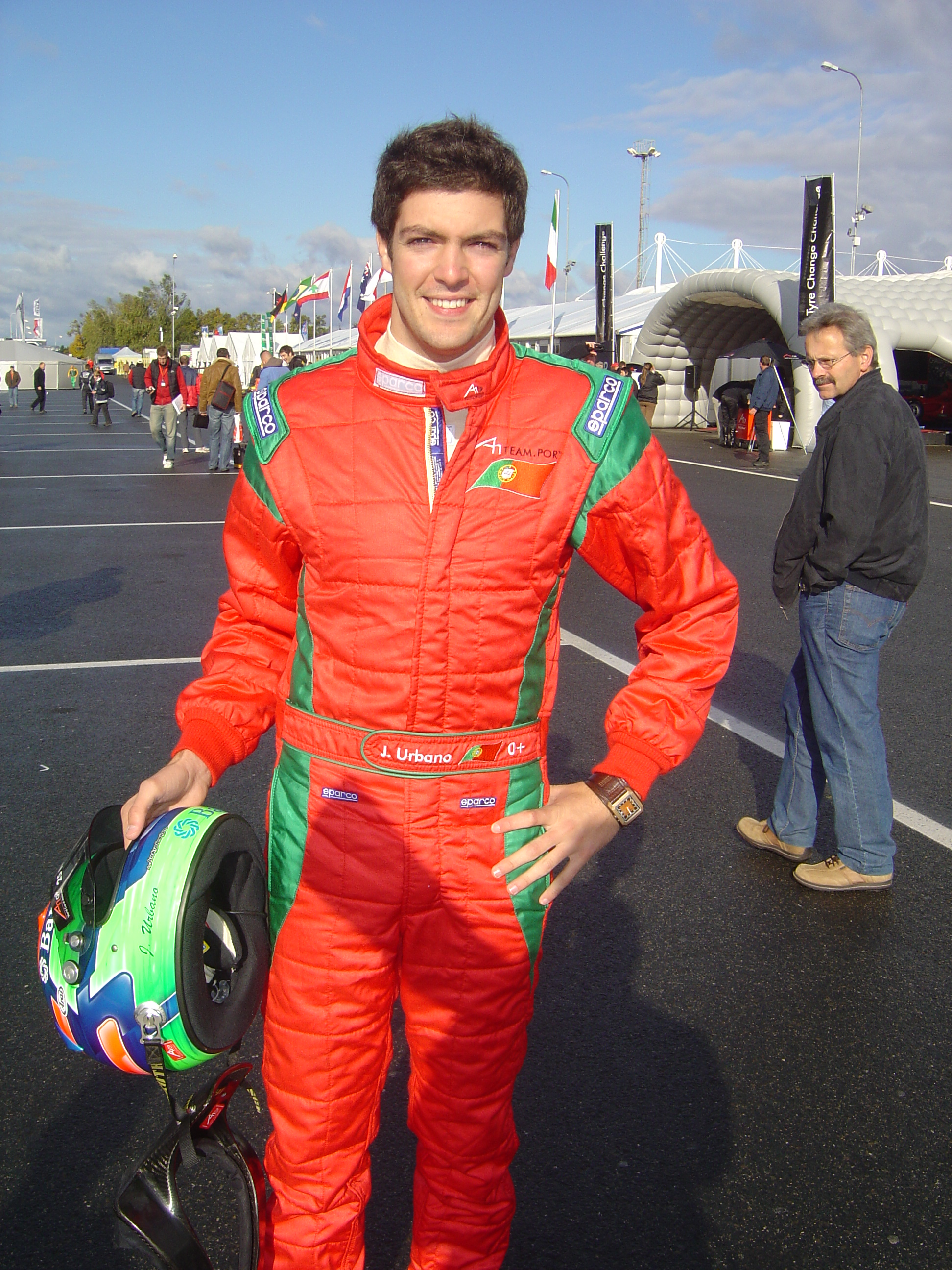
Urbano in 2007

João Urbano (Lissabon, 30 juli 1985) is een Portugees autocoureur.
In 2005 nam Urbano deel aan de Formula BMW World Final, een speciale race, voor het team ASL Team Mücke Motorsport, maar finishte.
Voor het eerste seizoen van de A1GP was Urbano een testcoureur voor A1 Team Portugal en nam deel aan het tweede seizoen, maar was na twee races zijn zitje al kwijt aan Filipe Albuquerque.

## A1GP resultaten
| Jaar    | Inschrijving     | 1          | 2          | 3         | 4          | 5          | 6          | 7          | 8          | 9         | 10         | 11         | 12         | 13      | 14      | 15      | 16      | 17      | 18      | 19         | 20         | 21      | 22      | Rang | Punten |
| ------- | ---------------- | ---------- | ---------- | --------- | ---------- | ---------- | ---------- | ---------- | ---------- | --------- | ---------- | ---------- | ---------- | ------- | ------- | ------- | ------- | ------- | ------- | ---------- | ---------- | ------- | ------- | ---- | ------ |
| 2006-07 | A1 Team Portugal | NED SPR    | NED FEA    | CZE SPR   | CZE FEA    | BEI SPR    | BEI FEA    | MAL SPR    | MAL FEA    | IND SPR   | IND FEA    | NZL SPR    | NZL FEA    | AUS SPR | AUS FEA | RSA SPR | RSA FEA | MEX SPR | MEX FEA | SHA SPR 19 | SHA FEA 13 | GBR SPR | GBR FEA | 17   | 10     |
| 2007-08 | A1 Team Portugal | NED SPR 11 | NED FEA NF | CZE SPR 9 | CZE FEA 18 | MAL SPR 13 | MAL FEA NF | ZHU SPR 19 | ZHU FEA 12 | NZL SPR 8 | NZL FEA 12 | AUS SPR 12 | AUS FEA 16 | RSA SPR | RSA FEA | MEX SPR | MEX FEA | SHA SPR | SHA FEA | GBR SPR    | GBR FEA    |         |         | 11   | 59     |